# Paul Paavela
Paul Paavela, född 13 april 1931 i Suojärvi, död 19 maj 1980 i Vichtis, var en finländsk ämbetsman och politiker (socialdemokrat). 
Paavela tjänstgjorde vid olika ministerier 1956–1962, blev juris licentiat 1957, var juridisk direktör vid Arbetarsparbanken i Helsingfors 1962–1967, kanslichef vid statsrådets kansli 1967–1971 samt statssekreterare vid finansministeriet 1969–1973 och 1973–1974. Han blev generaldirektör för Statsjärnvägarna 1973 samt var finansminister 1975–1976 och 1977–1979. Han var en av huvudarkitekterna bakom det så kallade konsensustänkandet i slutet av 1970-talet, som innebar ett avsevärt trendbrott i socialdemokraternas ekonomiska politik.

## Utmärkelser
- Kommendörstecknet av Finlands Lejons orden,  1968[1]
- Kommendörstecknet av Finlands Vita Ros’ orden,  1974[1]
- Minnesmedalj för deltagande i 1941-1945 års krig[1]

[Redigera Wikidata]